# 8367 Bokusui
8367 Bokusui eller 1990 UL2 är en asteroid i huvudbältet som upptäcktes den 23 oktober 1990 av den japanska astronomen Tsutomu Seki vid Geisei-observatoriet. Den är uppkallad efter den japanske poeten Bokusui Wakayama.
Asteroiden har en diameter på ungefär 4 kilometer.